# Station Eschweiler-St. Jöris
Station Eschweiler-St. Jöris (Duits: Bahnhof Eschweiler-St. Jöris) is het spoorwegstation van St. Jöris, een plaats in de Duitse gemeente Eschweiler. Het station ligt aan de lijn Stolberg – Herzogenrath.

## Treinverbindingen
| Serie | Treinsoort                  | Route | Bijzonderheden |
| ----- | --------------------------- | --- | -------------- |
| RB 20 | Regionalbahn (DB Regio NRW) | Stolberg (Rheinl) Hbf – Eschweiler-St. Jöris – Alsdorf-Annapark – Herzogenrath – Aachen Hbf – Stolberg (Rheinl) Hbf – [ Stolberg Altstadt ] / [ Langerwehe – Düren ] |                |

0.0: Stolberg (Rheinl) Hbf ·
5,6: Merzbrück (gepland) ·
6,8: Eschweiler-St. Jöris ·
8,9: Hoengen-Begau ·
9,5: Alsdorf Poststraße ·
10,3: Alsdorf-Mariadorf ·
10,9: Mariagrube ·
11,5: Alsdorf-Kellersberg ·
12,7: Alsdorf ·
12,9: Alsdorf-Annapark ·
13,1: Alsdorf Grubenbahnhof ·
14,0: Wilhelmschacht ·
14,2: Alsdorf-Busch ·
15,0: Nordstern ·
15,2: Merkstein ·
16,3: Herzogenrath August-Schmidt-Platz ·
17,7: Herzogenrath-Alt-Merkstein ·
19,7: Herzogenrath